# Light It Up
Light It Up är en singel av det amerikanska punkrockbandet The Offspring, som släpptes från Supercharged. Enligt Dexter Holland är låten som en långtradare som dundrar fram i full fart, där huvudpersonen i "Light It Up" har fått nog och väljer att släppa ut alla sin aggressioner. Låten har fått relativt positiva omdömen av bandets fans.

## Låtlista
Alla låtar är skrivna och komponerade av Dexter Holland. 
| Nr | Titel             | Längd |
| -- | ----------------- | ----- |
| 1. | Light It Up       | 2:52  |
| 2. | Make It All Right | 3:34  |